# ジョー・ジョイス
ジョー・ジョイス（Joe Joyce、1985年9月17日 - ）は、イギリスのプロボクサー。ロンドン出身。元WBO世界ヘビー級暫定王者。リオデジャネイロオリンピックスーパーヘビー級銀メダリスト。

## 来歴
父親はスコットランド生まれのアイルランド人、母親はナイジェリア出身。ロンドンで育つ。元々は陸上競技をやっていたが怪我で断念し、22歳からボクシングを始めた。

### アマチュア時代
2013年6月にヨーロッパ選手権の準決勝でセルゲイ・クズミンにKO負けを喫し銅メダルを獲得した。10月に世界選手権のスーパーヘビー級に出場し1回戦で敗退した。
2014年にコモンウェルスゲームズでスーパーヘビー級の金メダルを獲得。
2015年6月にヨーロッパ競技大会で準決勝でトニー・ヨカに勝利し優勝、10月に世界選手権のスーパーヘビー級にて準決勝でトニー・ヨカに敗れ銅メダルを獲得した。
2015年から2016年にかけてワールド・シリーズ・オブ・ボクシングに参戦。2016年4月には欧州オリンピック予選で優勝してオリンピック出場を決める。2016年8月21日、リオデジャネイロオリンピックにスーパーヘビー級で出場し決勝でトニー・ヨカに1-2の判定で敗れ銀メダルを獲得した。

### プロ時代
2017年7月、31歳でプロへ転向。デビッド・ヘイが率いるヘイメーカー・プロモーションズと契約し共同プロモーションでリチャード・シェーファーが率いるリングスター・スポーツと契約。
2018年、有力アドバイザーのアル・ヘイモンと契約。
2019年4月25日、アル・ヘイモンから離脱し、フランク・ウォーレンのクィーンズ・ベリー・プロモーションズと契約。
2020年11月20日、チャーチ・ハウスでBBBofC英国・WBOインターナショナル
・コモンウェルス・WBC世界ヘビー級シルバー王者ダニエル・デュボアとデュボアが保持する全ての王座とEBUヨーロッパヘビー級王座決定戦を行い、10回36秒KO勝ちを収め5つの王座を獲得した。試合後デュボアは左目の眼窩底骨折が判明した。
2022年9月24日、マンチェスター・アリーナで元WBO世界ヘビー級王者のジョセフ・パーカーとWBO世界ヘビー級暫定王座決定戦に臨み、11回1分3秒KO勝ちを収め王座を獲得した。試合後ジョイスはWBO正規王者との対戦を希望し、「オレクサンドル・ウシク、やってやろうじゃないか」と対戦要求した。
2023年4月15日、ロンドンのカッパー・ボックスでWBO世界ヘビー級13位の張志磊と対戦し、プロ初黒星となる6回1分23秒TKO負けを喫し初防衛に失敗、王座から陥落した。
2023年5月8日、ジョイスが張志磊との試合の再戦条項を行使した。
2023年9月23日、ロンドンのウェンブリー・アリーナでWBO世界ヘビー級暫定王者の張志磊とダイレクトリマッチで再戦し、3回3分7秒KO負けで王座返り咲きに失敗した。
2024年3月16日、バーミンガムのリゾーツ・ワールド・アリーナで元IBF欧州ヘビー級王者のカッシュ・アリと対戦し、ジョイスが最終ラウンド終了間際に右ストレートでダウンを奪い10回2分53秒KO勝ちを収めた。
2024年7月27日、O2アリーナでデレック・チゾラと対戦し、10回判定負けを喫した。

## 人物
- 2020年のダニエル・デュボアとの試合に向けて、ラスベガスにあるUFCの本部ジムでトレーニングをしていた時に、フランシス・ガヌーとスパーリングを数ラウンド行ったことを、「彼は大きくて、パワフルだった。彼とのスパーリングはいい経験になった。彼は普通じゃない、とてつもないパワーを持っている。その間のほとんど、私は頭を吹き飛ばされないようにするため、パワーショットから逃げようとしていたんだ」と、ガヌーのパワーが非常に印象に残ったと語り、総合格闘技に転向するつもりはないが、ガヌーとボクシングでなら対戦してみたいと語っている[20]。

## 戦績
- アマチュアボクシング：67戦 56勝 11敗
- プロボクシング：20戦 16勝 (15KO) 4敗

| 戦           | 日付           | 勝敗 | 時間     | 内容    | 対戦相手                     | 国籍             | 備考 |
| ------------ | -------------- | ---- | -------- | ------- | ---------------------------- | ---------------- | --- |
| 1            | 2017年10月20日 | ☆    | 8R 2:35  | TKO     | イアン・ルイソン             | イギリス         | プロデビュー戦 |
| 2            | 2018年2月16日  | ☆    | 1R 3:06  | KO      | ルドルフ・ジョツィッチ       | クロアチア       | |
| 3            | 2018年3月17日  | ☆    | 1R 0:38  | KO      | ドニー・パーマー             | アメリカ合衆国   | |
| 4            | 2018年5月5日   | ☆    | 2R 2:36  | KO      | レンロイ・トーマス           | ジャマイカ       | コモンウェルス英連邦ヘビー級王座決定戦                                                                               |
| 5            | 2018年6月15日  | ☆    | 1R 1:54  | KO      | イビカ・バクリン             | クロアチア       | |
| 6            | 2018年9月30日  | ☆    | 5R 0:41  | KO      | イアゴ・キライゼ             | ジョージア       | |
| 7            | 2018年12月1日  | ☆    | 1R 2:25  | KO      | ジョー・ハンクス             | アメリカ合衆国   | WBAコンチネンタルヘビー級王座決定戦                                                                                  |
| 8            | 2019年2月23日  | ☆    | 6R 2:20  | TKO     | バーメイン・スタイバーン     | カナダ           | WBA世界ヘビー級ゴールド王座決定戦 コモンウェルス防衛1                                                                |
| 9            | 2019年5月18日  | ☆    | 3R 1:55  | TKO     | アレクサンダー・ウスティノフ | ロシア           | |
| 10           | 2019年7月13日  | ☆    | 12R      | 判定3-0 | ブライアント・ジェニングス   | アメリカ合衆国   | |
| 11           | 2020年7月25日  | ☆    | 3R 0:57  | TKO     | マイケル・ウォリッシュ       | ドイツ           | |
| 12           | 2020年11月28日 | ☆    | 10R 0:36 | KO      | ダニエル・デュボア           | イギリス         | WBCシルバー・WBOインターナショナル・コモンウェルス英連邦・BBBofC英国ヘビー級タイトルマッチ EBU欧州ヘビー級王座決定戦 |
| 13           | 2021年7月24日  | ☆    | 6R 0:49  | TKO     | カルロス・タカム             | カメルーン       | WBCシルバー防衛1・WBOインターナショナル防衛1・コモンウェルス防衛1                                                    |
| 14           | 2022年7月2日   | ☆    | 4R 1:20  | TKO     | クリスチャン・ハマー         | ドイツ           | WBCシルバー防衛2・WBOインターナショナル防衛2                                                                         |
| 15           | 2022年9月24日  | ☆    | 11R 1:03 | KO      | ジョセフ・パーカー           | ニュージーランド | WBO世界ヘビー級暫定王座決定戦                                                                                        |
| 16           | 2023年4月15日  | ★    | 6R 1:23  | TKO     | 張志磊                       | 中華人民共和国   | WBO暫定陥落 |
| 17           | 2023年9月23日  | ★    | 3R 3:07  | KO      | 張志磊                       | 中華人民共和国   | WBO暫定・世界ヘビー級タイトルマッチ                                                                                  |
| 18           | 2024年3月16日  | ☆    | 10R 2:53 | KO      | カッシュ・アリ               | イギリス         | |
| 19           | 2024年7月27日  | ★    | 10R      | 判定0-3 | デレック・チゾラ             | イギリス         | |
| 20           | 2025年4月5日   | ★    | 10R      | 判定0-3 | フィリップ・フルゴビッチ     | クロアチア       | WBOインターナショナルヘビー級王座決定戦                                                                              |
| テンプレート |                |      |          |         |                              |                  | |

## 獲得タイトル
- コモンウェルスヘビー級王座
- WBAコンチネンタルヘビー級王座
- WBA世界ヘビー級ゴールド王座
- BBBofC英国ヘビー級王座
- WBC世界ヘビー級シルバー王座
- WBOインターナショナルヘビー級王座
- EBUヨーロッパヘビー級王座
- WBO世界ヘビー級暫定王座(防衛0)